# Bitwa pod Korangp’o
Bitwa pod Korangp’o – jedno z pierwszych starć w wojnie koreańskiej, w dniach 25–26 czerwca 1950.
Dwie dywizje Północy starły się z jedną Południa, zmuszając ją do odwrotu.